# Rooms-katholieke school in Rincon
De voormalige rooms-katholieke school in Rincon en het bijbehorende zusterhuis zijn een beschermd monument in Rincon op het eiland Bonaire in Caribisch Nederland. De school werd in de negentiende eeuw opgericht door de zusters Franciscanessen van Roosendaal. Na een grondige renovatie doen de historische gebouwen sinds 2015 dienst als zorgcentrum voor ouderen. 

## Oprichting in de 19e eeuw
Nadat in 1863 een einde was gekomen aan de slavernij op Bonaire, werden in het daaropvolgende jaar twee zusters Franciscanessen vanuit Kralendijk naar Rincon gezonden om een lagere school te beginnen voor de (katholieke) kinderen van de voormalige slaven. Ze gingen van start in het gebouw van klei van de eerste Sint-Maartenskerk (opgericht in 1837), dat niet meer werd gebruikt na de opening van de nieuwe Sint-Maartenskerk van steen in 1861 (op dezelfde plaats als de latere Sint-Ludovicus Bertranduskerk).

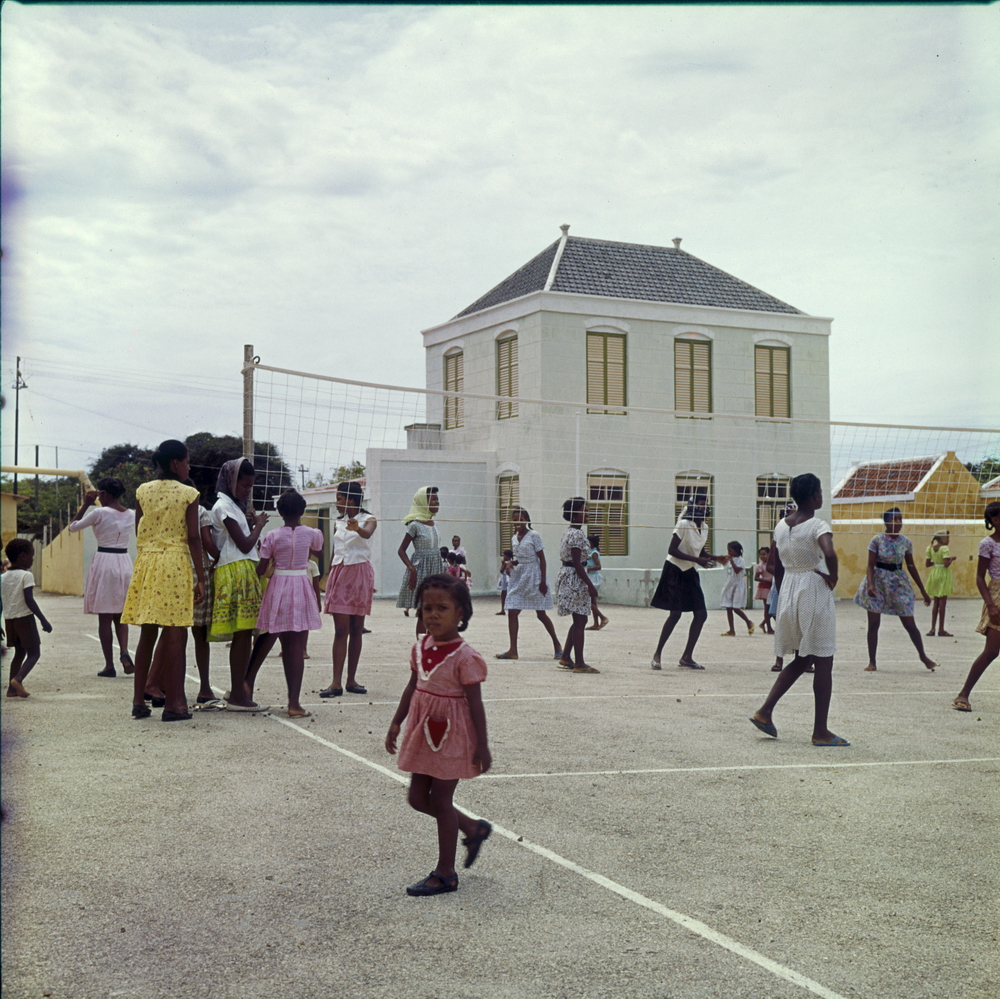
Het zusterhuis in Kas di Kaha-stijl in 1964 (de buitentrap en het balkon zijn al verwijderd)

De pastoor van Rincon, J. te Welscher, had niet alleen de oude kerk als school ingericht, maar ernaast ook een zusterhuis in Kas di Kaha-stijl (‘dooshuis’) met twee verdiepingen laten bouwen, waar de zusters zouden verblijven vanaf 1866. De woning was, geheel volgens het ‘dooshuis’-model, gemaakt in gekapte koraalkalksteen en uitgerust met een schilddak met brede gootlijsten en neo-classicistische muurversieringen. De eerste verdieping was te bereiken via een buitentrap en een balkon.
In 1895 liet een opvolger van te Welscher, pastoor J.M.G. Meyknecht, deels met eigen middelen, maar ook met overheidssteun, een schoolgebouw oprichten met vijf klaslokalen, waar zowel jongens als meisjes les kregen. Na de schooltijd gaven de zusters ook les aan oudere meisjes.

## Uitbreiding en sluiting in de 20e eeuw

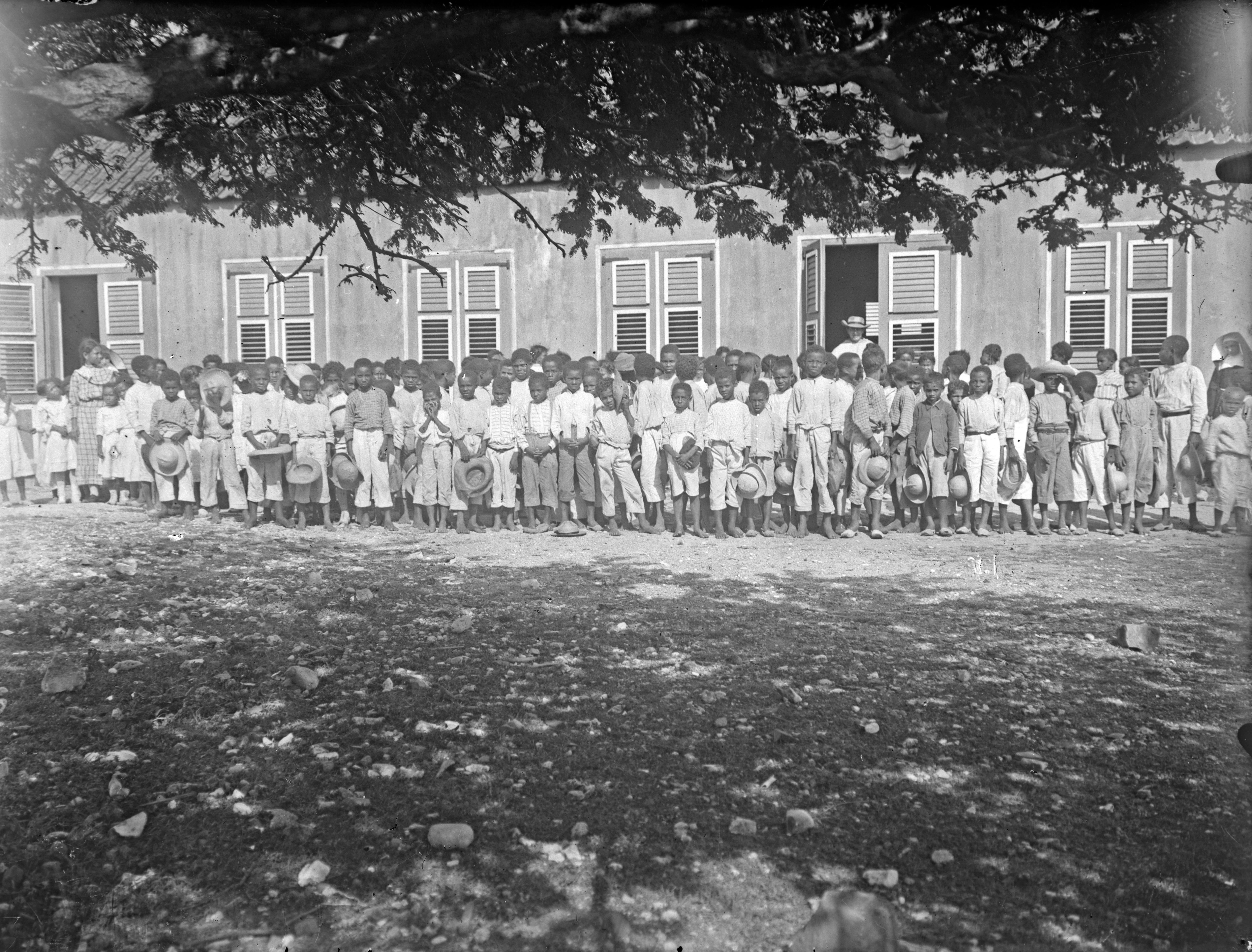
Schoolkinderen voor de Sint-Ludovicusschool (1906-1910)

In 1905 telde de Sint-Ludovicusschool, zoals de school naast de Sint-Ludovicuskerk ondertussen heette, 261 leerlingen en werd nog een zesde klasruimte bijgebouwd, in 1946 gevolgd door een zevende. In 1974 vertrokken de zusters uit Rincon, waarna de schoolgebouwen en het zusterhuis ongebruikt achterbleven en in verval raakten. 

## Renovatie in de 21e eeuw
In november 2012 droeg het bisdom Willemstad alle gebouwen over aan de stichting Cocari (Fundashon Cocari), die er een zorg- en dienstencentrum voor ouderen wilde onderbrengen. Om het hele complex te restaureren, werd een speciaal convenant, het ‘convenant Cocari’, gesloten tussen verschillende partners (naast de stichting Cocari hebben onder meer de stichting Mariadal, de Rijksdienst Caribisch Nederland  en het bestuurcollege van het Openbaar lichaam Bonaire de conventie mee ondertekend). Het renovatieproject werd voltooid in 2015.

## Kolegio San Luis Bertran
De huidige RK school van Rincon is Kolegio San Luis Bertran. Deze school is onderdeel van het IKC Rincon.